# Отрарський сільський округ
Отра́рський сільський округ (каз. Отырар ауылдық округі, рос. Отрарский сельский округ) — адміністративна одиниця у складі Отирарського району Туркестанської області Казахстану. Адміністративний центр — село Арись.
Населення — 4617 осіб (2021; 4089 у 2009, 3891 у 1999, 3140 у 1989).
Станом на 1989 рік існувала Отрарська сільська рада (села 30 літ Казахстану, Арись, Комунізм, Отрар, селище Отрабат). Пізніше села Каргали (колишнє село 30 літ Казахстану) та Отрар утворили окремий Каргалинський сільський округ, селище Отрабат передано до складу Тимурського сільського округу.

## Склад
До складу округу входять такі населені пункти:
| Населений пункт       | Колишні назви | Населення, осіб (1989) | Населення, осіб (1999) | Населення, осіб (2009) | Населення, осіб (2021) |
| --------------------- | ------------- | ---------------------- | ---------------------- | ---------------------- | ---------------------- |
| Арись, село           | -             | 2305                   | 2987                   | 2984                   | 3572                   |
| Молике Шойманов, село | Комунізм      | 835                    | 1022                   | 1105                   | 1045                   |